# Iván Duque
Iván Duque Márquez (Bogota, 1 augustus 1976) is een Colombiaans politicus. Tussen 2018 en 2022 was hij de president van Colombia.

## Politieke loopbaan
Na een carrière als adviseur en econoom werd Iván Duque in 2014 politiek actief namens Centro Democrático (Centrum Democraten), de partij van voormalig president Álvaro Uribe. Duque werd verkozen in de Colombiaanse Senaat en diende van juli 2014 en april 2018 als senator.
In december 2017 werd Duque namens zijn partij naar voren geschoven als presidentskandidaat voor de verkiezingen van 2018. Hij kreeg hierbij de voorkeur boven Carlos Holmes Trujillo en Rafael Nieto Navia. Tijdens de eerste ronde van de verkiezingen op 27 mei 2018 veroverden Duque (39%) en Gustavo Petro namens Colombia Humana (25%) de meeste stemmen, waarna zij het in de tweede ronde op 17 juni nogmaals tegen elkaar opnamen. Daarin werd Iván Duque met 54% van de stemmen tot president verkozen. Op 7 augustus 2018 werd hij beëdigd in de hoofdstad Bogota. Zijn vicepresident werd Marta Lucía Ramírez, een belangrijke alliantiegenoot.
In 2021 braken demonstraties tegen de regering-Duque uit vanwege een belastinghervorming die later werd ingetrokken. De protesten hielden echter aan, waarbij geëist werd dat Duque ongelijkheid, armoede en politiegeweld zou aanpakken in het land. De politie werd ervan beschuldigd hard op te treden tegen de demonstranten.
Omdat het Colombiaanse presidenten niet is toegestaan zich herkiesbaar te stellen, trad Duque na de verkiezingen van 2022 af. Hij werd als president opgevolgd door Gustavo Petro.
- Gemeinsame Normdatei: 139979522
- Library of Congress Control Number: no2019089321
- Système universitaire de documentation: 250992019
- Virtual International Authority File: 103299307
- WorldCat: E39PBJqbmjpH79fJqThGhCt9Xd